# The Gangsters
The Gangsters er en amerikansk stumfilm fra 1913 af Henry Lehrman.

## Medvirkende
- Roscoe 'Fatty' Arbuckle
- Nick Cogley
- Fred Mace
- Hank Mann
- Ford Sterling